# Ochropleura omochra
Ochropleura omochra är en fjärilsart som beskrevs av Louis Beethoven Prout 1927. Ochropleura omochra ingår i släktet Ochropleura och familjen nattflyn. Inga underarter finns listade i Catalogue of Life.